# 清水美里
清水 美里（しみず みさと、1988年7月20日 - ）は、日本のタレント、女優、モデル。神奈川県横浜市出身、かに座のA型。PIALA MODELS所属。

## 出演作品

### テレビ
- 奇跡体験!アンビリバボー（1997年、フジテレビ）
- 天才てれびくん（1998年、NHK）
- サタデーバリューフィーバー - ヒミツの医学〜女医が教えたい愛されるカラダ〜（2011年、日本テレビ） - 西山茉希（再現） 役
- ピカルの定理（2011年、フジテレビ）
- ナナクロ7（2012年、テレビ東京）
- Girls TV!（2012年、TOKYO MX）
- ほこ×たて（2012年、フジテレビ）

### 雑誌
- CanCam（2011年 - 、小学館）
- S Cawaii!（2011年、主婦の友社）
- bea's up（2011年、スタンダードマガジン）
- and GIRL（2012年、M-ON! Entertainment）

### 舞台
- STAGE×12 vol.1（2013年4月17日 - 21日） - 冴 役

### 声優
- よいこ（1998年11月6日 - 1999年3月26日、TBS） - ナレーション(レギュラー)

### PV
- Ms.OOJA「WOMAN-Love Song Covers- Raining」（2012年）

### CM
- ミツカン味ポン TVCM（1999年）

### ネット配信
- TRY!TRY!!TRY!!!（2013年1月29日 - 、DMM.com） - 毎週火曜レギュラー出演